# Mohsen Hojaji
 (octobre 2017).
Le contenu est difficilement compréhensible vu les erreurs de traduction, qui sont peut-être dues à l'utilisation d'un logiciel de traduction automatique.
Mohsen Hojaji (en persan : محسن حججی), né le 12 juillet 1991 à Najafabad et mort le 9 août 2017, était membre de l’équipe des conseillers militaires iraniens en Syrie. Il a été capturé par les forces de l'État islamique près d'al-Tanf et a été égorgé deux jours plus tard en Syrie, près de la frontière avec l’Irak,.
L'agence de presse Sputnik a annoncé premièrement sa captivité, selon les médias de l'EI.

## La mort et les réactions
Mohsen Hojaji était un membre de l'IRGC opérant en Syrie dans le cadre de l’équipe des conseillers militaires iraniens pendant la guerre civile syrienne.
Dans un communiqué publié le 31 août, le département des relations publiques de la Force terrestre de l'IRGC a déclaré qu'un test d'ADN confirme l'identité du corps livré au Hezbollah libanais au début de la journée en tant que Mohsen Hojaji. Le Hezbollah a reçu le corps de Hojaji de Daesh basé sur un accord de cessez-le-feu entre les deux parties. Le transfert de deux soldats libanais capturés et de deux martyrs, ainsi que du corps de Hojaji, a eu lieu après que les bus transportant des militants de Daesh et leurs familles sont arrivés dans la ville ancienne de Palmyra à Homs.
- Reuters a rapporté, le 27 septembre, que des milliers de personnes se sont rendues dans les rues de Téhéran pour ses funérailles et même les Iraniens qui critiquent l'intervention militaire de leur gouvernement en Syrie ont amené les médias sociaux à exprimer leur admiration pour Hojaji. L'enterrement a eu lieu à Najafabad le 28 septembre 2017[7].
- Le lundi 21 août 2017, L’Ayatollah Khamenei, le Guide suprême de la Révolution islamique lors d'une rencontre, a considéré le Mohsen Hojaji comme étant un brillant exemple révélant de la meilleure manière l’impact des orientations islamiques et révolutionnaires auprès de la jeune génération: " « Le bien-aimé martyr Hojaji a brillé dans un monde saturé par les tromperies audiovisuelles et Dieu en a fait un exemple remarquable aux yeux de tous[8]. "

## Funérailles
Le 27 septembre 2017, le Leader de la Révolution islamique, l'Ayatollah Khamenei s’est recueilli, dans la mosquée d’Imam Hossein, à Téhéran, pour rendre hommage à la dépouille de Mohsen Hojaji.